# Wily & Right no RockBoard: That's Paradise
Wily & Right no RockBoard: That's Paradise (ワイリー&ライトのRockBoard ザッツ*パラダイス?) es un videojuego simulador a juego de mesa parecido al Monopoly para la famicom japonesa, en donde los jugadores y la computadora se mueven en un tablero, comprando propiedades y pidiendo renta están disponibles como personajes jugables Roll, Dr Light, Dr. Wily, Dr Cossack y Kalinka, cada participante elige un número al azar y se mueve los espacios señalados en el tablero, el juego utiliza como dinero los Zennys, algunos cuadros contienen cartas que tiene diversos efectos como cambiar el precio de una propiedad o subir el nivel de desarrollo de un edificio, las condiciones de ganar en el juego dependen de las reglas establecidas, el personaje ganador es el que tenga más propiedades compradas, más zennys y más desempeño.

## Modo de Juego
es un juego de simulación de negocios en el que el jugador elige entre varios personajes en la serie original de Mega Man y compite con otros jugadores o el equipo de AI en la compra de espacios de propiedad. Los personajes incluyen Roll, el Dr. Light, el Dr. Wily, el Dr. Cossack y Kalinka. Cada participante se le da una vuelta, moviendo un cierto número de espacios en el tablero. Si aterrizan en una plaza de propiedad, se les dan la opción de comprarlo con cierta acerca de Zenny (moneda del juego).Entonces los otros personajes podrán alquilar cuando aterrizan en ese edificio. Sin embargo, otros personajes también pueden comprar parte de la misma plaza, permitiendo que cada propietario a cobrar una cantidad menor de alquiler. Algunas casillas contienen tarjetas que causan diversos efectos en el tablero tales como aumentar los precios de la propiedad o el nivel de desarrollo de un edificio.El ganador del juego pueden variar dependiendo de las reglas. El ganador puede ser el personaje con más propiedad los espacios o el que tenga la mayoría rede Zenny restante. 

### Personajes
- Dr. Wily
- Dr. Light
- Roll
- Mega Man (Personaje)
- Dr. Cossack
- Kalinka
- Robots Masters (Como CardBoards)

## Curiosidades
- Es uno de los pocos juegos en donde puedes jugar como el Dr. Wily y el único donde puedes jugar como Kalinka y el Dr. Cossack.

- Datos: Q6131418